# Óscar Pereiro Sio
Óscar Pereiro Sio (ur. 3 sierpnia 1977 w Mos) – hiszpański zawodowy kolarz szosowy. Największym jego osiągnięciem jest zwycięstwo w Tour de France 2006 po tym, jak UCI 22 września 2007 ogłosiło go triumfatorem w wyniku przegranej Floyda Landisa w procesie dyskwalifikacyjnym.
Pereiro w 2010 roku reprezentował barwy Astany. Wcześniej jeździł w Caisse d’Epargne (2006–2009), Phonak Hearing Systems (2002-2005) i portugalskiej drużynie Porta da Ravessa (2000-2001).
W grudniu 2010 roku, po zakończeniu kariery kolarskiej, rozpoczął treningi z piłkarskim zespołem Coruxo FC występującym w hiszpańskiej Segunda División B.

## Początki
Pereiro uplasował się na 10. miejscu Tour de France 2004 – 22 minut i 54 sekund za zwycięzcą, Lance Armstrongiem. Został nagrodzony nagrodą dla najwaleczniejszego kolarza w Tour de France 2005 po prowadzeniu zwycięskich ucieczek na etapach 15, 16 i 18. Wygrał wtedy też etap 16., finiszując przed Hiszpanem Xabierem Zandio, Włochem Eddym Mazzolenim i Australijczykiem Cadelem Evansem. Jego wysiłki na etapie 15., najtrudniejszym w całym tegorocznym Tourze były docenione przez peleton. Tego dnia na metę wjechał na metę drugi za George’em Hincapie po tym, jak „ciągnął” go przez większość podjazdu na Pla D'Adet.
Pereiro w roku 2005 był brany pod rozwagę jako lider drużyny Phonak, razem z Landisem i Santiago Botero. Był to jednak jego ostatni rok w tej drużynie.

## 2006 – Tour de France
Pereiro jechał na rowerze Pinarello Dogma FP przez cały Tour de France 2006. Jego ucieczka na 13. etapie i finisz na drugim miejscu zaraz za Niemcem, Jensem Voigtem dały mu prawie 30 minut przewagi nad resztą peletonu i w rezultacie dość nieoczekiwanie żółtą koszulkę lidera. Przez kilka następnych dni koszulka przechodziła z jego rąk w ręce Landisa i z powrotem, aż ostatecznie utracił ją na rzecz Amerykanina przed końcowym etapem Touru.
Mimo że oficjalnie Pereiro widnieje na 2. miejscu w klasyfikacji generalnej, istnieje prawdopodobieństwo, że zwycięstwo zostanie przyznane jemu. Próbka moczu pobrana od Floyda Landisa po etapie 17. dwukrotnie wykazała obecność zakazanego syntetycznego testosteronu, jak również podwyższony poziom testosteronu i epitestosteronu – niemal 3-krotnie wyższy niż limit dopuszczony przez Światową Agencję Antydopingową.
Po dowiedzeniu się o pozytywnym wyniku próbki „A”, Pereiro wypowiedział się, że jest to wstępny i niepotwierdzony wynik, nie będzie więc uważał Landisa za winnego, a co za tym idzie, siebie jako zwycięzcę wyścigu. Powiedział: „Mam zbyt dużo szacunku do Landisa, aby robić inaczej” Po wyjściu na jaw, że również próbka „B” wskazuje na doping, Pereiro wyznał, że uważa się za zwycięzcę, a skandal związany z Landisem nie powinien umniejszać jego osiągnięcia. Powiedział „Teraz czuję się jak zwycięzca Tour de France” i „To zwycięstwo dla całej drużyny”

## Śledztwo dopingowe
18 stycznia 2007, francuska gazeta Le Monde podała do wiadomości, że również Pereiro był pod wpływem dopingu na Tour de France 2006. Rzekomo, po 14. etapie znaleziono salbutamol w dwóch próbkach moczu (na tym etapie, z Montélimar do Gap Pereiro uplasował się na 26. miejscu). Tak samo w próbkach pobranych po etapie 16. (Le Bourg-d’Oisans – La Toussuire), gdzie Hiszpan był trzeci. Po tym etapie Pereiro odebrał Landisowi koszulkę lidera.
Salbutamol jest powszechnie stosowany przy astmie i może być używany podczas wyścigu, jeśli tylko zawodnik dostarczy zaświadczenie lekarskie o konieczności przyjmowania tego leku. Domniemywa się, że UCI pozwoliła Hiszpanowi na stosowanie tego leku ze względów medycznych, już po pozytywnym wyniku testu. Francuska agencja antydopingowa kwestionuje jednak prawdziwość tych medycznych przesłanek. Zażądała też, aby Pereiro wytłumaczył się ze stosowania salbutamolu w ciągu tygodnia.
25 stycznia 2007, agencja ta wstrzymała śledztwo twierdząc, że Pereiro przedstawił wystarczające dowody na to, że faktycznie choruje na astmę.

## Najważniejsze zwycięstwa i sukcesy
- 2001 – wygrany etap Grande Premio R.L.V.T.
- 2002 – wygrany etap Setmana Catalana
- 2003 – wygrany etap Tour de Suisse
- 2004 – zwycięstwo w Classique des Alpes; 10. w klasyfikacji generalnej Tour de France
- 2005 – wygrany etap Tour de France, 10. miejsce w klasyfikacji generalnej i  zwycięstwo w klasyfikacji aktywnych; wygrany prologue Tour de Romandie
- 2006 –  zwycięstwo w klasyfikacji generalnej Tour de France
- 2007 – 10. w klasyfikacji generalnej Tour de France